# Gyrocarpus jatrophifolius
Gyrocarpus jatrophifolius là một loài thực vật có hoa trong họ Hernandiaceae. Loài này được Domin miêu tả khoa học đầu tiên năm 1925.